# (612141) 1999 XY143
(612141) 1999 XY143 est un transneptunien de magnitude absolue 6,2. Son diamètre est estimé à 230 km. Il possède un satellite d'environ 179 km nommé S/2009 (1999 XY143) 1.